# Lijst van rijksmonumenten in Amsterdam-Noord
Een overzicht van rijksmonumenten in het stadsdeel Amsterdam-Noord. Van de 7.684 inschrijvingen (inclusief onderdelen van objecten) in de gemeente Amsterdam liggen er 258 inschrijven in stadsdeel Amsterdam-Noord; als volgt verdeeld:

## Stedelijk Noord
Stedelijk Noord kent de volgende 143 rijksmonumenten:
| Object | Oorspronkelijke functie?  | Bouwjaar                      | Architect                                | Locatie                                                      | Coördinaten?                  | Nr.?   | Afbeelding |
| --- | ------------------------- | ----------------------------- | ---------------------------------------- | ------------------------------------------------------------ | ----------------------------- | ------ | --- |
| Sint-Ritakerk, een brede basilicale Rooms-katholieke kerk in traditionalistische bouwstijl, oorlogsschade door bombardement in 1943 hersteld in 1946-1947 | Kerk en kerkonderdeel     | 1921-1922                     | A.J. Kropholler                          | Hagedoornplein 2                                             | 52° 23' 17" NB, 4° 54' 52" OL | 498725 | Meer afbeeldingen |
| Pastorie van de Sint-Ritakerk eveneens in traditionalistische bouwstijl | Kerkelijke dienstwoning   | 1921-1922                     | A.J. Kropholler                          | Buiksloterweg 95                                             | 52° 23' 16" NB, 4° 54' 52" OL | 498726 | Meer afbeeldingen |
| Sint-Rosaklooster, Rooms-katholiek zusterhuis met kapel in traditionalistische bouwstijl, oorlogsschade door bombardement in 1943 hersteld in 1944 | Klooster, kloosteronderdl | 1926-1927                     | A.J. Kropholler                          | Wingerdweg 4                                                 | 52° 23' 20" NB, 4° 54' 49" OL | 498727 | Meer afbeeldingen |
| Kloosterhof van het Sint-Rosaklooster, omringd door een kloostergang in traditionalistische bouwstijl, achterliggende moestuin, grenzend aan Sint-Ritakerk | Klooster, kloosteronderdl | 1926-1927                     | A.J. Kropholler                          | Hagedoornplein 4                                             | 52° 23' 19" NB, 4° 54' 51" OL | 498728 | Meer afbeeldingen |
| Sint-Rosaschool, onderdeel van Sint-Rosaklooster, voormalige huishoudschool, traditionalistische bouwstijl | Onderwijs en wetenschap   | 1929-1930                     | A.J. Kropholler                          | Hagedoornplein 12                                            | 52° 23' 19" NB, 4° 54' 49" OL | 498729 | Sint-Rosaschool, onderdeel van Sint-Rosaklooster, voormalige huishoudschool, traditionalistische bouwstijl |
| Gebouw met vier woningen in traditionalistische bouwstijl, behorend bij Sint-Ritakerk | Woonhuis                  | 1929-1930                     | A.J. Kropholler en A. Tilanus            | Buiksloterweg 97                                             | 52° 23' 17" NB, 4° 54' 54" OL | 498730 | Meer afbeeldingen |
| Woningen in rationalistische stijl, gebouwd met voor die tijd nieuw systeem met betonblokken | Woonhuis                  | 1920-1921                     | J.H. Mulder                              | Castorplein 7-21                                             | 52° 24' 42" NB, 4° 53' 24" OL | 508378 | Woningen in rationalistische stijl, gebouwd met voor die tijd nieuw systeem met betonblokken |
| Woningen in rationalistische stijl, gebouwd met voor die tijd nieuw systeem met betonblokken | Woonhuis                  | 1920-1921                     | J.H. Mulder                              | Castorplein 8-22                                             | 52° 24' 41" NB, 4° 53' 26" OL | 508379 | Woningen in rationalistische stijl, gebouwd met voor die tijd nieuw systeem met betonblokken |
| Woning met stijlelementen in de Amsterdamse School, gebouwd met voor die tijd nieuw systeem met betonblokken | Woonhuis                  | 1920-1921                     | J.H. Mulder                              | Castorstraat 5-7                                             | 52° 24' 43" NB, 4° 53' 27" OL | 508380 | Woning met stijlelementen in de Amsterdamse School, gebouwd met voor die tijd nieuw systeem met betonblokken |
| Woning met stijlelementen in de Amsterdamse School, gebouwd met voor die tijd nieuw systeem met betonblokken | Woonhuis                  | 1920-1921                     | J.H. Mulder                              | Castorstraat 6-8                                             | 52° 24' 43" NB, 4° 53' 27" OL | 508381 | Woning met stijlelementen in de Amsterdamse School, gebouwd met voor die tijd nieuw systeem met betonblokken |
| Blok met 8 woningen, gecombineerde toegangen van twee woningen onder een ingestoken schilddak, zijkant met houten topgevel, aan oostkant toegangspoort tot binnenterrein, onderdeel van complex bejaardenwoningen in Tuindorp Nieuwendam                                     | Woonhuis                  | 1931-1933                     | J.H. Mulder                              | Volendammerweg 10-24                                         | 52° 23' 24" NB, 4° 56' 57" OL | 508383 | Blok met 8 woningen, gecombineerde toegangen van twee woningen onder een ingestoken schilddak, zijkant met houten topgevel, aan oostkant toegangspoort tot binnenterrein, onderdeel van complex bejaardenwoningen in Tuindorp Nieuwendam                 |
| Blok met 8 woningen, gecombineerde toegangen van twee woningen onder een ingestoken schilddak, zijkant met houten topgevel, aan westkant toegangspoort tot binnenterrein, onderdeel van complex bejaardenwoningen in Tuindorp Nieuwendam                                     | Woonhuis                  | 1931-1933                     | J.H. Mulder                              | Volendammerweg 26-40                                         | 52° 23' 25" NB, 4° 57' 1" OL  | 508384 | Blok met 8 woningen, gecombineerde toegangen van twee woningen onder een ingestoken schilddak, zijkant met houten topgevel, aan westkant toegangspoort tot binnenterrein, onderdeel van complex bejaardenwoningen in Tuindorp Nieuwendam                 |
| Blok met 9 woningen, gecombineerde toegangen van twee woningen onder een ingestoken schilddak, zijkant met houten topgevel, onderdeel van complex bejaardenwoningen in Tuindorp Nieuwendam                                                                                   | Woonhuis                  | 1931-1933                     | J.H. Mulder                              | Oosthuizenstraat 2-16                                        | 52° 23' 22" NB, 4° 56' 58" OL | 508385 | Blok met 9 woningen, gecombineerde toegangen van twee woningen onder een ingestoken schilddak, zijkant met houten topgevel, onderdeel van complex bejaardenwoningen in Tuindorp Nieuwendam                                                               |
| Blok met 8 woningen, gecombineerde toegangen van twee woningen onder een ingestoken schilddak, zijkant met houten topgevel, aan zuidkant toegangspoort tot binnenterrein, onderdeel van complex bejaardenwoningen in Tuindorp Nieuwendam                                     | Woonhuis                  | 1931-1933                     | J.H. Mulder                              | Monnikendammerplantsoen 37-45                                | 52° 23' 24" NB, 4° 57' 3" OL  | 508386 | Blok met 8 woningen, gecombineerde toegangen van twee woningen onder een ingestoken schilddak, zijkant met houten topgevel, aan zuidkant toegangspoort tot binnenterrein, onderdeel van complex bejaardenwoningen in Tuindorp Nieuwendam                 |
| Blok met 8 woningen, gecombineerde toegangen van twee woningen onder een ingestoken schilddak, zijkant met houten topgevel, aan oostkant en westkant toegangspoorten tot binnenterrein, onderdeel van complex bejaardenwoningen in Tuindorp Nieuwendam                       | Woonhuis                  | 1931-1933                     | J.H. Mulder                              | Monnikendammerplantsoen 13-20                                | 52° 23' 23" NB, 4° 56' 59" OL | 508387 | Blok met 8 woningen, gecombineerde toegangen van twee woningen onder een ingestoken schilddak, zijkant met houten topgevel, aan oostkant en westkant toegangspoorten tot binnenterrein, onderdeel van complex bejaardenwoningen in Tuindorp Nieuwendam   |
| Blok met 8 woningen, gecombineerde toegangen van twee woningen onder een ingestoken schilddak, zijkant met houten topgevel, aan zuidkant toegangspoort tot binnenterrein, onderdeel van complex bejaardenwoningen in Tuindorp Nieuwendam                                     | Woonhuis                  | 1931-1933                     | J.H. Mulder                              | Monnikendammerplantsoen 29-36                                | 52° 23' 24" NB, 4° 57' 3" OL  | 508388 | Blok met 8 woningen, gecombineerde toegangen van twee woningen onder een ingestoken schilddak, zijkant met houten topgevel, aan zuidkant toegangspoort tot binnenterrein, onderdeel van complex bejaardenwoningen in Tuindorp Nieuwendam                 |
| Blok met 9 woningen, gecombineerde toegangen van twee woningen onder een ingestoken schilddak, zijkant met houten topgevel, onderdeel van complex bejaardenwoningen in Tuindorp Nieuwendam                                                                                   | Woonhuis                  | 1931-1933                     | J.H. Mulder                              | Monnikendammerplantsoen 21-28                                | 52° 23' 24" NB, 4° 56' 60" OL | 508389 | Blok met 9 woningen, gecombineerde toegangen van twee woningen onder een ingestoken schilddak, zijkant met houten topgevel, onderdeel van complex bejaardenwoningen in Tuindorp Nieuwendam                                                               |
| Blok met winkels met brede luifel en daarboven woningen, bouwstijl Amsterdamse School, onderdeel van het centrale achthoekige plein van Tuindorp Nieuwendam | Werk-woonhuis             | 1923-1927                     | B.T. Boeyinga                            | Purmerplein 1-13                                             | 52° 23' 30" NB, 4° 56' 37" OL | 508391 | Meer afbeeldingen |
| Blok met winkels met brede luifel en daarboven woningen, bouwstijl Amsterdamse School, onderdeel van het centrale achthoekige plein van Tuindorp Nieuwendam | Werk-woonhuis             | 1923-1927                     | B.T. Boeyinga                            | Purmerplein 21-33                                            | 52° 23' 29" NB, 4° 56' 41" OL | 508392 | Blok met winkels met brede luifel en daarboven woningen, bouwstijl Amsterdamse School, onderdeel van het centrale achthoekige plein van Tuindorp Nieuwendam                                                                                              |
| Blok met winkels met brede luifel en daarboven woningen, bouwstijl Amsterdamse School, onderdeel van het centrale achthoekige plein van Tuindorp Nieuwendam | Werk-woonhuis             | 1923-1927                     | B.T. Boeyinga                            | Purmerplein 2-14                                             | 52° 23' 28" NB, 4° 56' 36" OL | 508393 | Meer afbeeldingen |
| Blok met winkels met brede luifel en daarboven woningen, bouwstijl Amsterdamse School, onderdeel van het centrale achthoekige plein van Tuindorp Nieuwendam | Werk-woonhuis             | 1923-1927                     | B.T. Boeyinga                            | Purmerplein 22-34                                            | 52° 23' 26" NB, 4° 56' 39" OL | 508394 | Blok met winkels met brede luifel en daarboven woningen, bouwstijl Amsterdamse School, onderdeel van het centrale achthoekige plein van Tuindorp Nieuwendam                                                                                              |
| Blok met winkels met brede luifel en daarboven woningen, bouwstijl Amsterdamse School, onderdeel van het centrale achthoekige plein van Tuindorp Nieuwendam | Werk-woonhuis             | 1923-1927                     | B.T. Boeyinga                            | Purmerplein 15-19                                            | 52° 23' 29" NB, 4° 56' 40" OL | 508395 | Blok met winkels met brede luifel en daarboven woningen, bouwstijl Amsterdamse School, onderdeel van het centrale achthoekige plein van Tuindorp Nieuwendam                                                                                              |
| Blok met winkels met brede luifel en daarboven woningen, bouwstijl Amsterdamse School, onderdeel van het centrale achthoekige plein van Tuindorp Nieuwendam | Werk-woonhuis             | 1923-1927                     | B.T. Boeyinga                            | Purmerplein 16-20                                            | 52° 23' 27" NB, 4° 56' 38" OL | 508396 | Blok met winkels met brede luifel en daarboven woningen, bouwstijl Amsterdamse School, onderdeel van het centrale achthoekige plein van Tuindorp Nieuwendam                                                                                              |
| Poortgebouw met twee winkels met bovenwoningen, met veel hout zoals de zware kolommen in poort, bouwstijl Amsterdamse School, ligging aan Purmerweg centraal deel van Tuindorp Nieuwendam                                                                                    | Werk-woonhuis             | 1923-1927                     | B.T. Boeyinga                            | Avenhornstraat 23 en 23                                      | 52° 23' 29" NB, 4° 56' 41" OL | 508397 | Poortgebouw met twee winkels met bovenwoningen, met veel hout zoals de zware kolommen in poort, bouwstijl Amsterdamse School, ligging aan Purmerweg centraal deel van Tuindorp Nieuwendam                                                                |
| Poortgebouw met twee winkels met bovenwoningen, met veel hout zoals de zware kolommen in poort, bouwstijl Amsterdamse School, ligging aan Purmerweg centraal deel van Tuindorp Nieuwendam                                                                                    | Werk-woonhuis             | 1923-1927                     | B.T. Boeyinga                            | Avenhornstraat 17 en 18                                      | 52° 23' 23" NB, 4° 56' 44" OL | 508398 | Poortgebouw met twee winkels met bovenwoningen, met veel hout zoals de zware kolommen in poort, bouwstijl Amsterdamse School, ligging aan Purmerweg centraal deel van Tuindorp Nieuwendam                                                                |
| Poortgebouw met twee winkels met bovenwoningen, met veel hout zoals de zware kolommen in poort, bouwstijl Amsterdamse School, ligging aan Purmerweg centraal deel van Tuindorp Nieuwendam                                                                                    | Werk-woonhuis             | 1923-1927                     | B.T. Boeyinga                            | Beemsterstraat 39 en 42                                      | 52° 23' 23" NB, 4° 56' 44" OL | 508399 | Poortgebouw met twee winkels met bovenwoningen, met veel hout zoals de zware kolommen in poort, bouwstijl Amsterdamse School, ligging aan Purmerweg centraal deel van Tuindorp Nieuwendam                                                                |
| Poortgebouw met twee winkels met bovenwoningen, met veel hout zoals de zware kolommen in poort, bouwstijl Amsterdamse School, ligging aan Purmerweg centraal deel van Tuindorp Nieuwendam                                                                                    | Werk-woonhuis             | 1923-1927                     | B.T. Boeyinga                            | Beemsterstraat 33 en 36                                      | 52° 23' 25" NB, 4° 56' 45" OL | 508400 | Poortgebouw met twee winkels met bovenwoningen, met veel hout zoals de zware kolommen in poort, bouwstijl Amsterdamse School, ligging aan Purmerweg centraal deel van Tuindorp Nieuwendam                                                                |
| Poortgebouw met twee winkels met bovenwoningen, met veel hout zoals de zware kolommen in poort, bouwstijl Amsterdamse School, ligging aan Purmerweg centraal deel van Tuindorp Nieuwendam                                                                                    | Werk-woonhuis             | 1923-1927                     | B.T. Boeyinga                            | Wijdenesserstraat 22 en 23                                   | 52° 23' 22" NB, 4° 56' 45" OL | 508401 | Poortgebouw met twee winkels met bovenwoningen, met veel hout zoals de zware kolommen in poort, bouwstijl Amsterdamse School, ligging aan Purmerweg centraal deel van Tuindorp Nieuwendam                                                                |
| Poortgebouw met twee winkels met bovenwoningen, met veel hout zoals de zware kolommen in poort, bouwstijl Amsterdamse School, ligging aan Purmerweg centraal deel van Tuindorp Nieuwendam                                                                                    | Werk-woonhuis             | 1923-1927                     | B.T. Boeyinga                            | Wijdenesserstraat 17 en 18                                   | 52° 23' 25" NB, 4° 56' 38" OL | 508402 | Poortgebouw met twee winkels met bovenwoningen, met veel hout zoals de zware kolommen in poort, bouwstijl Amsterdamse School, ligging aan Purmerweg centraal deel van Tuindorp Nieuwendam                                                                |
| Poortgebouw met twee winkels met bovenwoningen, met veel hout zoals de zware kolommen in poort, bouwstijl Amsterdamse School, ligging aan Purmerweg centraal deel van Tuindorp Nieuwendam                                                                                    | Werk-woonhuis             | 1923-1927                     | B.T. Boeyinga                            | Oudorperstraat 22 en 23                                      | 52° 23' 22" NB, 4° 56' 45" OL | 508403 | Poortgebouw met twee winkels met bovenwoningen, met veel hout zoals de zware kolommen in poort, bouwstijl Amsterdamse School, ligging aan Purmerweg centraal deel van Tuindorp Nieuwendam                                                                |
| Poortgebouw met twee winkels met bovenwoningen, met veel hout zoals de zware kolommen in poort, bouwstijl Amsterdamse School, ligging aan Purmerweg centraal deel van Tuindorp Nieuwendam                                                                                    | Werk-woonhuis             | 1923-1927                     | B.T. Boeyinga                            | Oudorperstraat 17 en 18                                      | 52° 23' 22" NB, 4° 56' 45" OL | 508404 | Meer afbeeldingen |
| Blok met 8 keukenwoningen, zo genoemd vanwege destijds nieuwe plaatsing van keuken aan de voorzijde, aan de zijkant een houten topgevel, bouwstijl Amsterdamse School, samen met de poortgebouw langs de Purmerweg centraal deel van Tuindorp Nieuwendam                     | Woonhuis                  | 1923-1927                     | J.H. Mulder                              | Avenhornstraat 1-15                                          | 52° 23' 25" NB, 4° 56' 42" OL | 508405 | Blok met 8 keukenwoningen, zo genoemd vanwege destijds nieuwe plaatsing van keuken aan de voorzijde, aan de zijkant een houten topgevel, bouwstijl Amsterdamse School, samen met de poortgebouw langs de Purmerweg centraal deel van Tuindorp Nieuwendam |
| Blok met 8 keukenwoningen, zo genoemd vanwege destijds nieuwe plaatsing van keuken aan de voorzijde, aan de zijkant een houten topgevel, bouwstijl Amsterdamse School, samen met de poortgebouw langs de Purmerweg centraal deel van Tuindorp Nieuwendam                     | Woonhuis                  | 1923-1927                     | J.H. Mulder                              | Avenhornstraat 2-16                                          | 52° 23' 23" NB, 4° 56' 44" OL | 508406 | Blok met 8 keukenwoningen, zo genoemd vanwege destijds nieuwe plaatsing van keuken aan de voorzijde, aan de zijkant een houten topgevel, bouwstijl Amsterdamse School, samen met de poortgebouw langs de Purmerweg centraal deel van Tuindorp Nieuwendam |
| Blok met 8 keukenwoningen, zo genoemd vanwege destijds nieuwe plaatsing van keuken aan de voorzijde, aan de zijkant een houten topgevel, bouwstijl Amsterdamse School, samen met de poortgebouw langs de Purmerweg centraal deel van Tuindorp Nieuwendam                     | Woonhuis                  | 1923-1927                     | J.H. Mulder                              | Avenhornstraat 25-39                                         | 52° 23' 29" NB, 4° 56' 41" OL | 508407 | Blok met 8 keukenwoningen, zo genoemd vanwege destijds nieuwe plaatsing van keuken aan de voorzijde, aan de zijkant een houten topgevel, bouwstijl Amsterdamse School, samen met de poortgebouw langs de Purmerweg centraal deel van Tuindorp Nieuwendam |
| Blok met 8 keukenwoningen, zo genoemd vanwege destijds nieuwe plaatsing van keuken aan de voorzijde, aan de zijkant een houten topgevel, bouwstijl Amsterdamse School, samen met de poortgebouw langs de Purmerweg centraal deel van Tuindorp Nieuwendam                     | Woonhuis                  | 1923-1927                     | J.H. Mulder                              | Avenhornstraat 26-40                                         | 52° 23' 29" NB, 4° 56' 41" OL | 508408 | Blok met 8 keukenwoningen, zo genoemd vanwege destijds nieuwe plaatsing van keuken aan de voorzijde, aan de zijkant een houten topgevel, bouwstijl Amsterdamse School, samen met de poortgebouw langs de Purmerweg centraal deel van Tuindorp Nieuwendam |
| Blok met 8 keukenwoningen, zo genoemd vanwege destijds nieuwe plaatsing van keuken aan de voorzijde, aan de zijkant een houten topgevel, bouwstijl Amsterdamse School, samen met de poortgebouw langs de Purmerweg centraal deel van Tuindorp Nieuwendam                     | Woonhuis                  | 1923-1927                     | J.H. Mulder                              | Beemsterstraat 17-31                                         | 52° 23' 24" NB, 4° 56' 44" OL | 508409 | Blok met 8 keukenwoningen, zo genoemd vanwege destijds nieuwe plaatsing van keuken aan de voorzijde, aan de zijkant een houten topgevel, bouwstijl Amsterdamse School, samen met de poortgebouw langs de Purmerweg centraal deel van Tuindorp Nieuwendam |
| Blok met 8 keukenwoningen, zo genoemd vanwege destijds nieuwe plaatsing van keuken aan de voorzijde, aan de zijkant een houten topgevel, bouwstijl Amsterdamse School, samen met de poortgebouw langs de Purmerweg centraal deel van Tuindorp Nieuwendam                     | Woonhuis                  | 1923-1927                     | J.H. Mulder                              | Beemsterstraat 20-34                                         | 52° 23' 25" NB, 4° 56' 45" OL | 508410 | Blok met 8 keukenwoningen, zo genoemd vanwege destijds nieuwe plaatsing van keuken aan de voorzijde, aan de zijkant een houten topgevel, bouwstijl Amsterdamse School, samen met de poortgebouw langs de Purmerweg centraal deel van Tuindorp Nieuwendam |
| Blok met 8 keukenwoningen, zo genoemd vanwege destijds nieuwe plaatsing van keuken aan de voorzijde, aan de zijkant een houten topgevel, bouwstijl Amsterdamse School, samen met de poortgebouw langs de Purmerweg centraal deel van Tuindorp Nieuwendam                     | Woonhuis                  | 1923-1927                     | J.H. Mulder                              | Beemsterstraat 41-55                                         | 52° 23' 25" NB, 4° 56' 45" OL | 508411 | Blok met 8 keukenwoningen, zo genoemd vanwege destijds nieuwe plaatsing van keuken aan de voorzijde, aan de zijkant een houten topgevel, bouwstijl Amsterdamse School, samen met de poortgebouw langs de Purmerweg centraal deel van Tuindorp Nieuwendam |
| Blok met 8 keukenwoningen, zo genoemd vanwege destijds nieuwe plaatsing van keuken aan de voorzijde, aan de zijkant een houten topgevel, bouwstijl Amsterdamse School, samen met de poortgebouw langs de Purmerweg centraal deel van Tuindorp Nieuwendam                     | Woonhuis                  | 1923-1927                     | J.H. Mulder                              | Beemsterstraat 44-58                                         | 52° 23' 25" NB, 4° 56' 45" OL | 508412 | Blok met 8 keukenwoningen, zo genoemd vanwege destijds nieuwe plaatsing van keuken aan de voorzijde, aan de zijkant een houten topgevel, bouwstijl Amsterdamse School, samen met de poortgebouw langs de Purmerweg centraal deel van Tuindorp Nieuwendam |
| Blok met 8 keukenwoningen, zo genoemd vanwege destijds nieuwe plaatsing van keuken aan de voorzijde, aan de zijkant een houten topgevel, bouwstijl Amsterdamse School, samen met de poortgebouw langs de Purmerweg centraal deel van Tuindorp Nieuwendam                     | Woonhuis                  | 1923-1927                     | J.H. Mulder                              | Wijdenesserstraat 1-15                                       | 52° 23' 23" NB, 4° 56' 47" OL | 508413 | Blok met 8 keukenwoningen, zo genoemd vanwege destijds nieuwe plaatsing van keuken aan de voorzijde, aan de zijkant een houten topgevel, bouwstijl Amsterdamse School, samen met de poortgebouw langs de Purmerweg centraal deel van Tuindorp Nieuwendam |
| Blok met 8 keukenwoningen, zo genoemd vanwege destijds nieuwe plaatsing van keuken aan de voorzijde, aan de zijkant een houten topgevel, bouwstijl Amsterdamse School, samen met de poortgebouw langs de Purmerweg centraal deel van Tuindorp Nieuwendam                     | Woonhuis                  | 1923-1927                     | J.H. Mulder                              | Wijdenesserstraat 2-16                                       | 52° 23' 23" NB, 4° 56' 47" OL | 508414 | Blok met 8 keukenwoningen, zo genoemd vanwege destijds nieuwe plaatsing van keuken aan de voorzijde, aan de zijkant een houten topgevel, bouwstijl Amsterdamse School, samen met de poortgebouw langs de Purmerweg centraal deel van Tuindorp Nieuwendam |
| Blok met 8 keukenwoningen, zo genoemd vanwege destijds nieuwe plaatsing van keuken aan de voorzijde, aan de zijkant een houten topgevel, bouwstijl Amsterdamse School, samen met de poortgebouw langs de Purmerweg centraal deel van Tuindorp Nieuwendam                     | Woonhuis                  | 1923-1927                     | J.H. Mulder                              | Wijdenesserstraat 25-39                                      | 52° 23' 22" NB, 4° 56' 45" OL | 508415 | Blok met 8 keukenwoningen, zo genoemd vanwege destijds nieuwe plaatsing van keuken aan de voorzijde, aan de zijkant een houten topgevel, bouwstijl Amsterdamse School, samen met de poortgebouw langs de Purmerweg centraal deel van Tuindorp Nieuwendam |
| Blok met 8 keukenwoningen, zo genoemd vanwege destijds nieuwe plaatsing van keuken aan de voorzijde, aan de zijkant een houten topgevel, bouwstijl Amsterdamse School, samen met de poortgebouw langs de Purmerweg centraal deel van Tuindorp Nieuwendam                     | Woonhuis                  | 1923-1927                     | J.H. Mulder                              | Wijdenesserstraat 26-40                                      | 52° 23' 22" NB, 4° 56' 45" OL | 508416 | Blok met 8 keukenwoningen, zo genoemd vanwege destijds nieuwe plaatsing van keuken aan de voorzijde, aan de zijkant een houten topgevel, bouwstijl Amsterdamse School, samen met de poortgebouw langs de Purmerweg centraal deel van Tuindorp Nieuwendam |
| Blok met 8 keukenwoningen, zo genoemd vanwege destijds nieuwe plaatsing van keuken aan de voorzijde, aan de zijkant een houten topgevel, bouwstijl Amsterdamse School, samen met de poortgebouw langs de Purmerweg centraal deel van Tuindorp Nieuwendam                     | Woonhuis                  | 1923-1927                     | J.H. Mulder                              | Oudorperstraat 1-15                                          | 52° 23' 22" NB, 4° 56' 49" OL | 508417 | Blok met 8 keukenwoningen, zo genoemd vanwege destijds nieuwe plaatsing van keuken aan de voorzijde, aan de zijkant een houten topgevel, bouwstijl Amsterdamse School, samen met de poortgebouw langs de Purmerweg centraal deel van Tuindorp Nieuwendam |
| Blok met 8 keukenwoningen, zo genoemd vanwege destijds nieuwe plaatsing van keuken aan de voorzijde, aan de zijkant een houten topgevel, bouwstijl Amsterdamse School, samen met de poortgebouw langs de Purmerweg centraal deel van Tuindorp Nieuwendam                     | Woonhuis                  | 1923-1927                     | J.H. Mulder                              | Oudorperstraat 2 t/m 18a                                     | 52° 23' 22" NB, 4° 56' 45" OL | 508418 | Blok met 8 keukenwoningen, zo genoemd vanwege destijds nieuwe plaatsing van keuken aan de voorzijde, aan de zijkant een houten topgevel, bouwstijl Amsterdamse School, samen met de poortgebouw langs de Purmerweg centraal deel van Tuindorp Nieuwendam |
| Blok met 8 keukenwoningen, zo genoemd vanwege destijds nieuwe plaatsing van keuken aan de voorzijde, aan de zijkant een houten topgevel, bouwstijl Amsterdamse School, samen met de poortgebouw langs de Purmerweg centraal deel van Tuindorp Nieuwendam                     | Woonhuis                  | 1923-1927                     | J.H. Mulder                              | Oudorperstraat 25-39                                         | 52° 23' 22" NB, 4° 56' 45" OL | 508419 | Blok met 8 keukenwoningen, zo genoemd vanwege destijds nieuwe plaatsing van keuken aan de voorzijde, aan de zijkant een houten topgevel, bouwstijl Amsterdamse School, samen met de poortgebouw langs de Purmerweg centraal deel van Tuindorp Nieuwendam |
| Blok met 8 keukenwoningen, zo genoemd vanwege destijds nieuwe plaatsing van keuken aan de voorzijde, aan de zijkant een houten topgevel, bouwstijl Amsterdamse School, samen met de poortgebouw langs de Purmerweg centraal deel van Tuindorp Nieuwendam                     | Woonhuis                  | 1923-1927                     | J.H. Mulder                              | Oudorperstraat 26-40                                         | 52° 23' 22" NB, 4° 56' 45" OL | 508420 | Blok met 8 keukenwoningen, zo genoemd vanwege destijds nieuwe plaatsing van keuken aan de voorzijde, aan de zijkant een houten topgevel, bouwstijl Amsterdamse School, samen met de poortgebouw langs de Purmerweg centraal deel van Tuindorp Nieuwendam |
| Blok met 4 keukenwoningen, zo genoemd vanwege destijds nieuwe plaatsing van keuken aan de voorzijde, aan de zijkant een houten topgevel, bouwstijl Amsterdamse School, aansluitend op andere keukenwoningen in Tuindorp Nieuwendam                                           | Woonhuis                  | 1923-1927                     | J.H. Mulder                              | Wognumerstraat 56-60                                         | 52° 23' 22" NB, 4° 56' 50" OL | 508421 | Blok met 4 keukenwoningen, zo genoemd vanwege destijds nieuwe plaatsing van keuken aan de voorzijde, aan de zijkant een houten topgevel, bouwstijl Amsterdamse School, aansluitend op andere keukenwoningen in Tuindorp Nieuwendam                       |
| Blok met 4 keukenwoningen, zo genoemd vanwege destijds nieuwe plaatsing van keuken aan de voorzijde, aan de zijkant een houten topgevel, bouwstijl Amsterdamse School, aansluitend op andere keukenwoningen in Tuindorp Nieuwendam                                           | Woonhuis                  | 1923-1927                     | J.H. Mulder                              | Wognumerstraat 64-70                                         | 52° 23' 22" NB, 4° 56' 53" OL | 508422 | Blok met 4 keukenwoningen, zo genoemd vanwege destijds nieuwe plaatsing van keuken aan de voorzijde, aan de zijkant een houten topgevel, bouwstijl Amsterdamse School, aansluitend op andere keukenwoningen in Tuindorp Nieuwendam                       |
| Blok met 4 keukenwoningen, zo genoemd vanwege destijds nieuwe plaatsing van keuken aan de voorzijde, aan de zijkant een houten topgevel, bouwstijl Amsterdamse School, aansluitend op andere keukenwoningen in Tuindorp Nieuwendam                                           | Woonhuis                  | 1923-1927                     | J.H. Mulder                              | Wognumerstraat 72-78                                         | 52° 23' 23" NB, 4° 56' 45" OL | 508423 | Blok met 4 keukenwoningen, zo genoemd vanwege destijds nieuwe plaatsing van keuken aan de voorzijde, aan de zijkant een houten topgevel, bouwstijl Amsterdamse School, aansluitend op andere keukenwoningen in Tuindorp Nieuwendam                       |
| Blok met 4 keukenwoningen, zo genoemd vanwege destijds nieuwe plaatsing van keuken aan de voorzijde, aan de zijkant een houten topgevel, bouwstijl Amsterdamse School, aansluitend op andere keukenwoningen in Tuindorp Nieuwendam                                           | Woonhuis                  | 1923-1927                     | J.H. Mulder                              | Wognumerstraat 80-86                                         | 52° 23' 22" NB, 4° 56' 53" OL | 508424 | Blok met 4 keukenwoningen, zo genoemd vanwege destijds nieuwe plaatsing van keuken aan de voorzijde, aan de zijkant een houten topgevel, bouwstijl Amsterdamse School, aansluitend op andere keukenwoningen in Tuindorp Nieuwendam                       |
| Blok met 4 keukenwoningen, zo genoemd vanwege destijds nieuwe plaatsing van keuken aan de voorzijde, aan de zijkant een houten topgevel, bouwstijl Amsterdamse School, aansluitend op andere keukenwoningen in Tuindorp Nieuwendam                                           | Woonhuis                  | 1923-1927                     | J.H. Mulder                              | Wognumerstraat 88-94                                         | 52° 23' 22" NB, 4° 56' 53" OL | 508425 | Blok met 4 keukenwoningen, zo genoemd vanwege destijds nieuwe plaatsing van keuken aan de voorzijde, aan de zijkant een houten topgevel, bouwstijl Amsterdamse School, aansluitend op andere keukenwoningen in Tuindorp Nieuwendam                       |
| Blok met 4 keukenwoningen, zo genoemd vanwege destijds nieuwe plaatsing van keuken aan de voorzijde, aan de zijkant een houten topgevel, bouwstijl Amsterdamse School, aansluitend op andere keukenwoningen in Tuindorp Nieuwendam                                           | Woonhuis                  | 1923-1927                     | J.H. Mulder                              | Wognumerstraat 96-102                                        | 52° 23' 22" NB, 4° 56' 53" OL | 508426 | Blok met 4 keukenwoningen, zo genoemd vanwege destijds nieuwe plaatsing van keuken aan de voorzijde, aan de zijkant een houten topgevel, bouwstijl Amsterdamse School, aansluitend op andere keukenwoningen in Tuindorp Nieuwendam                       |
| Blok met 6 keukenwoningen, zo genoemd vanwege destijds nieuwe plaatsing van keuken aan de voorzijde, aan de zijkant een houten topgevel, bouwstijl Amsterdamse School, aansluitend op andere keukenwoningen in Tuindorp Nieuwendam                                           | Woonhuis                  | 1923-1927                     | J.H. Mulder                              | Wognumerstraat 104-112                                       | 52° 23' 22" NB, 4° 56' 53" OL | 508427 | Blok met 6 keukenwoningen, zo genoemd vanwege destijds nieuwe plaatsing van keuken aan de voorzijde, aan de zijkant een houten topgevel, bouwstijl Amsterdamse School, aansluitend op andere keukenwoningen in Tuindorp Nieuwendam                       |
| Blok met 2 keukenwoningen, zo genoemd vanwege destijds nieuwe plaatsing van keuken aan de voorzijde, aan de zijkant een houten topgevel, bouwstijl Amsterdamse School, aansluitend op andere keukenwoningen in Tuindorp Nieuwendam                                           | Woonhuis                  | 1923-1927                     | J.H. Mulder                              | Edammerstraat 12-14                                          | 52° 23' 29" NB, 4° 56' 41" OL | 508428 | Blok met 2 keukenwoningen, zo genoemd vanwege destijds nieuwe plaatsing van keuken aan de voorzijde, aan de zijkant een houten topgevel, bouwstijl Amsterdamse School, aansluitend op andere keukenwoningen in Tuindorp Nieuwendam                       |
| Blok met 4 keukenwoningen, zo genoemd vanwege destijds nieuwe plaatsing van keuken aan de voorzijde, aan de zijkant een houten topgevel, bouwstijl Amsterdamse School, aansluitend op andere keukenwoningen in Tuindorp Nieuwendam                                           | Woonhuis                  | 1923-1927                     | J.H. Mulder                              | Edammerstraat 18-22                                          | 52° 23' 29" NB, 4° 56' 41" OL | 508429 | Blok met 4 keukenwoningen, zo genoemd vanwege destijds nieuwe plaatsing van keuken aan de voorzijde, aan de zijkant een houten topgevel, bouwstijl Amsterdamse School, aansluitend op andere keukenwoningen in Tuindorp Nieuwendam                       |
| Blok met 4 keukenwoningen, zo genoemd vanwege destijds nieuwe plaatsing van keuken aan de voorzijde, aan de zijkant een houten topgevel, bouwstijl Amsterdamse School, aansluitend op andere keukenwoningen in Tuindorp Nieuwendam                                           | Woonhuis                  | 1923-1927                     | J.H. Mulder                              | Edammerstraat 26-30                                          | 52° 23' 29" NB, 4° 56' 41" OL | 508430 | Blok met 4 keukenwoningen, zo genoemd vanwege destijds nieuwe plaatsing van keuken aan de voorzijde, aan de zijkant een houten topgevel, bouwstijl Amsterdamse School, aansluitend op andere keukenwoningen in Tuindorp Nieuwendam                       |
| Blok met 4 keukenwoningen, zo genoemd vanwege destijds nieuwe plaatsing van keuken aan de voorzijde, aan de zijkant een houten topgevel, bouwstijl Amsterdamse School, aansluitend op andere keukenwoningen in Tuindorp Nieuwendam                                           | Woonhuis                  | 1923-1927                     | J.H. Mulder                              | Edammerstraat 34-40                                          | 52° 23' 29" NB, 4° 56' 41" OL | 508431 | Blok met 4 keukenwoningen, zo genoemd vanwege destijds nieuwe plaatsing van keuken aan de voorzijde, aan de zijkant een houten topgevel, bouwstijl Amsterdamse School, aansluitend op andere keukenwoningen in Tuindorp Nieuwendam                       |
| Blok met 4 keukenwoningen, zo genoemd vanwege destijds nieuwe plaatsing van keuken aan de voorzijde, aan de zijkant een houten topgevel, bouwstijl Amsterdamse School, aansluitend op andere keukenwoningen in Tuindorp Nieuwendam                                           | Woonhuis                  | 1923-1927                     | J.H. Mulder                              | Edammerstraat 42-48                                          | 52° 23' 29" NB, 4° 56' 41" OL | 508432 | Blok met 4 keukenwoningen, zo genoemd vanwege destijds nieuwe plaatsing van keuken aan de voorzijde, aan de zijkant een houten topgevel, bouwstijl Amsterdamse School, aansluitend op andere keukenwoningen in Tuindorp Nieuwendam                       |
| Bethlehemkerk, zaalkerk, vernieuwend constructie met paraboolvormige boogspanten van beton, bouwstijl Amsterdamse School, gebrandschilderde ramen van J.W. Winkelman, centrale ligging in de Vogelbuurt                                                                      | Kerk en kerkonderdeel     | 1923-1924                     | Adriaan Moen                             | Zwanenplein 34                                               | 52° 23' 14" NB, 4° 55' 6" OL  | 508434 | Meer afbeeldingen |
| Houten gebouw met plattegrond van twee in elkaar geschoven vierkanten, voormalige politiepost, oorspronkelijk met ingang aan voorkant, bouwstijl Amsterdamse School | Overheidsgebouw           | 1915-1916                     | Publieke Werken                          | Buiksloterweg 9B                                             | 52° 23' 1" NB, 4° 54' 24" OL  | 508529 | Meer afbeeldingen |
| Café-restaurant 't Tolhuis, T-vormige gebouw in eclectische bouwstijl, gebouwd als een uitspanning samen met het naastliggende park, gelegen aan de entree van het centrum van Amsterdam naar Noord                                                                          | Horeca                    | 1859                          | W. Springer                              | Buiksloterweg 7                                              | 52° 22' 59" NB, 4° 54' 17" OL | 508530 | Meer afbeeldingen |
| Rooms-katholieke Sint-Augustinuskerk, kruiskerk met hoge toren met naaldspits, neogotische bouwstijl, interieur met preekstoel, het kunststenen altaar en orgel van Adema en vijf 18e-eeuwse statieschilderijen van Adriaan van de Velde, onderdeel van complex met pastorie | Kerk en kerkonderdeel     | 1888-1889                     | A. Tepe                                  | Nieuwendammerdijk 227                                        | 52° 23' 30" NB, 4° 56' 7" OL  | 508533 | Meer afbeeldingen |
| Voormalige pastorie met trapgevel naast de Sint-Augustinuskerk, neogotische bouwstijl, interieur met in de pastoorskamer een schouw met tegels met afbeeldingen uit de armenbijbel (Boek der leken) en in souterrain een originele wijnkelder met nissen                     | Kerkelijke dienstwoning   | 1888-1889                     | A. Tepe                                  | Nieuwendammerdijk 225                                        | 52° 23' 30" NB, 4° 56' 7" OL  | 508534 | Voormalige pastorie met trapgevel naast de Sint-Augustinuskerk, neogotische bouwstijl, interieur met in de pastoorskamer een schouw met tegels met afbeeldingen uit de armenbijbel (Boek der leken) en in souterrain een originele wijnkelder met nissen |
| Voormalige dubbele lagere school in kubistisch-expressionistische bouwstijl | Onderwijs en wetenschap   | 1925-1926                     | C.B. Posthumus Meyjes of Publieke Werken | Wognumerplantsoen 2-4                                        | 52° 23' 15" NB, 4° 56' 57" OL | 508535 | Voormalige dubbele lagere school in kubistisch-expressionistische bouwstijl |
| Nieuwendammerkerk, zaalkerk met toren met naaldspits, bijzondere houten kap in Hammerbean-constructie, neoclassicistische bouwstijl, interieur met orgel van J. Hoffmeijer, met 17e-eeuwse preekstoel, met peilsteen van watersnood 1916                                     | Kerk en kerkonderdeel     | 1848-1849                     | G. Bronke en L.J. Immink                 | Brede Kerkepad 8                                             | 52° 23' 30" NB, 4° 56' 26" OL | 508536 | Meer afbeeldingen |
| Dokterswoning in historiserende bouwstijl | Woonhuis                  | 1912-1913                     | J.C. Mentink                             | Nieuwendammerdijk 335                                        | 52° 23' 28" NB, 4° 56' 25" OL | 508537 | Dokterswoning in historiserende bouwstijl |
| Schellingwouderkerk, zaalkerk met tongewelf en met houten geveltoren, interieur met preekstoel in Renaissance bouwstijl uit 1619 | Kerk en kerkonderdeel     | 1866                          | G. Kater Pzn.                            | Wijkergouw 6                                                 | 52° 23' 1" NB, 4° 57' 55" OL  | 508538 | Meer afbeeldingen |
| Verenigingsgebouw 't Zonnehuis, bouwstijl Amsterdamse School, aan achtergevel beeldengroep van Willem IJzerdraat en Marinus Vreugde | Vergadering en vereniging | 1932                          | J.H. Mulder                              | Zonneplein 30                                                | 52° 24' 48" NB, 4° 53' 29" OL | 508539 | Meer afbeeldingen |
| Voormalige openbare leeszaal, houten gebouw met rieten dak op stenen plint, bouwstijl Amsterdamse School (bouwstijl) | Welzijn, kunst en cultuur | 1923-1925                     | Publieke Werken                          | Kometensingel 211                                            | 52° 24' 55" NB, 4° 53' 5" OL  | 508540 | Meer afbeeldingen |
| houten gebouw, voormalige kantine en bergplaats van de afdeling Plantsoenen, bouwstijl Amsterdamse School, onderdeel van Tuindorp Oostzaan, nu tandartspraktijk | Overheidsgebouw           | 1925                          | Publieke Werken                          | Orionplantsoen 1A;B                                          | 52° 24' 48" NB, 4° 53' 13" OL | 508541 | houten gebouw, voormalige kantine en bergplaats van de afdeling Plantsoenen, bouwstijl Amsterdamse School, onderdeel van Tuindorp Oostzaan, nu tandartspraktijk                                                                                          |
| dokterswoning, vrijstaand, bouwstijl Amsterdamse School (bouwstijl), onderdeel van een serie samen met onderwijzerswoningen in Tuindorp Oostzaan | Werk-woonhuis             | 1924-1925                     | B.T. Boeyinga                            | Kometensingel 187                                            | 52° 24' 53" NB, 4° 53' 11" OL | 508542 | dokterswoning, vrijstaand, bouwstijl Amsterdamse School (bouwstijl), onderdeel van een serie samen met onderwijzerswoningen in Tuindorp Oostzaan |
| Houten boerderij, achter het woonhuis een vierkante stal met hoog dak | Boerderij                 | waarschijnlijk 17e eeuw       |                                          | Zuideinde 286                                                | 52° 25' 21" NB, 4° 53' 25" OL | 6575   | Houten boerderij, achter het woonhuis een vierkante stal met hoog dak |
| Gedeeltelijk bakstenen en gedeeltelijk houten huis, tuitgevel | Woonhuis                  | 1745                          |                                          | Zuideinde 430                                                | 52° 25' 0" NB, 4° 53' 46" OL  | 6576   | Meer afbeeldingen |
| Houten dijkhuis met vereenvoudigde tuitgevel op bakstenen voet | Woonhuis                  | waarschijnlijk in 19e eeuw    |                                          | Buiksloterdijk 174                                           | 52° 23' 46" NB, 4° 55' 25" OL | 6587   | Meer afbeeldingen |
| Houten dijkhuis met klokgevel (uit- en ingezwenkt voorschot), bakstenen onderpui | Woonhuis                  | waarschijnlijk in de 19e eeuw |                                          | Buiksloterdijk 194                                           | 52° 23' 49" NB, 4° 55' 24" OL | 6588   | Houten dijkhuis met klokgevel (uit- en ingezwenkt voorschot), bakstenen onderpui |
| Bakstenen dijkhuis | Woonhuis                  | in de 19e eeuw                |                                          | Buiksloterdijk 198                                           | 52° 23' 49" NB, 4° 55' 24" OL | 6589   | Bakstenen dijkhuis |
| Twee dijkhuizen onder een dak, indeling vensters in Empirestijl | Woonhuis                  | in de 19e eeuw                |                                          | Buiksloterdijk 200                                           | 52° 23' 49" NB, 4° 55' 24" OL | 6590   | Twee dijkhuizen onder een dak, indeling vensters in Empirestijl |
| Houten dijkhuis met klokgevel (uit- en ingezwenkt voorschot) uit 19e eeuw | Woonhuis                  | In de 19e eeuw of eerder      |                                          | Buiksloterdijk 204                                           | 52° 23' 50" NB, 4° 55' 23" OL | 6591   | Meer afbeeldingen |
| Houten dijkhuis met klokgevel (uit- en ingezwenkt voorschot) uit 19e eeuw, overhoekse plaatsing voordeur | Woonhuis                  | In de 19e eeuw of eerder      |                                          | Buiksloterdijk 206                                           | 52° 23' 50" NB, 4° 55' 23" OL | 6592   | Meer afbeeldingen |
| Houten dijkhuis met klokgevel (uit- en ingezwenkt voorschot) en iets naar achter een tuitgevel, bovenlicht en gegroefde omlijsting, allen uit 19e eeuw, bakstenen onderpui                                                                                                   | Woonhuis                  | In de 17e of de 18e eeuw      |                                          | Buiksloterdijk 214                                           | 52° 23' 51" NB, 4° 55' 23" OL | 6593   | Meer afbeeldingen |
| Houten dijkhuis met klokgevel (uit- en ingezwenkt voorschot) uit 19e eeuw, bakstenen onderpui | Woonhuis                  | In de 19e eeuw of eerder      |                                          | Buiksloterdijk 218                                           | 52° 23' 51" NB, 4° 55' 22" OL | 6594   | Meer afbeeldingen |
| Houten dijkhuis, tuitgevels aan zijkanten | Woonhuis                  | In de 19e eeuw                |                                          | Buiksloterdijk 224                                           | 52° 23' 52" NB, 4° 55' 22" OL | 6595   | Meer afbeeldingen |
| Bakstenen dijkhuis met houten halsgevel (ingezwenkt voorschot) uit 19e eeuw, nu jongerencentrum | Winkel-woonhuis           | Waarschijnlijk in de 17e eeuw |                                          | Buiksloterdijk 270                                           | 52° 23' 58" NB, 4° 55' 17" OL | 6596   | Meer afbeeldingen |
| Houten dijkhuis met klokgevel in Lodewijk XV-stijl uit circa 1760, bakstenen onderpui uit circa 1800 | Woonhuis                  | Waarschijnlijk in de 17e eeuw |                                          | Buiksloterdijk 280                                           | 52° 23' 59" NB, 4° 55' 16" OL | 6597   | Meer afbeeldingen |
| Houten dijkhuis met klokgevel (uit- en ingezwenkt voorschot) uit 19e eeuw en met bakstenen onderpui | Woonhuis                  | Waarschijnlijk in de 18e eeuw |                                          | Buiksloterdijk 284                                           | 52° 23' 59" NB, 4° 55' 15" OL | 6598   | Meer afbeeldingen |
| Houten dijkhuis met halsgevel (ingezwenkt voorschot) uit 19e eeuw | Woonhuis                  | Waarschijnlijk in de 18e eeuw |                                          | Buiksloterdijk 330                                           | 52° 24' 1" NB, 4° 55' 9" OL   | 6600   | Houten dijkhuis met halsgevel (ingezwenkt voorschot) uit 19e eeuw |
| Houten dijkhuis met klokgevel (uit- en ingezwenkt voorschot) uit 19e eeuw | Woonhuis                  | Waarschijnlijk in de 18e eeuw |                                          | Buiksloterdijk 332                                           | 52° 24' 1" NB, 4° 55' 9" OL   | 6601   | Houten dijkhuis met klokgevel (uit- en ingezwenkt voorschot) uit 19e eeuw |
| Houten dijkhuis met klokgevel (uit- en ingezwenkt voorschot) | Woonhuis                  | In de 19e eeuw                |                                          | Buiksloterdijk 340                                           | 52° 24' 1" NB, 4° 55' 8" OL   | 6602   | Houten dijkhuis met klokgevel (uit- en ingezwenkt voorschot) |
| Houten dijkhuis met klokgevel (uit- en ingezwenkt voorschot) | Woonhuis                  | In de 19e eeuw                |                                          | Buiksloterdijk 350                                           | 52° 24' 2" NB, 4° 55' 7" OL   | 6603   | Houten dijkhuis met klokgevel (uit- en ingezwenkt voorschot) |
| Houten dijkhuis met klokgevel (uit- en ingezwenkt voorschot) | Woonhuis                  | In 17e of 18e eeuw            |                                          | Buiksloterdijk 390                                           | 52° 24' 3" NB, 4° 55' 0" OL   | 6604   | Houten dijkhuis met klokgevel (uit- en ingezwenkt voorschot) |
| Houten dijkhuis met klokgevel (uit- en ingezwenkt voorschot) en bakstenen onderpui | Woonhuis                  | In de 19e eeuw                |                                          | Buiksloterdijk 402                                           | 52° 24' 4" NB, 4° 54' 59" OL  | 6605   | Meer afbeeldingen |
| Houten dijkhuis met tuitgevel | Woonhuis                  | In de 19e eeuw                |                                          | Buiksloterdijk 406                                           | 52° 24' 4" NB, 4° 54' 58" OL  | 6606   | Meer afbeeldingen |
| Buiksloterkerk met uitzwenkende steunberen en een houten dakruiter, interieur met onder meer korbelen uit voorgaande kerk uit 1609 en grafstenen uit 17e eeuw | Kerk                      | 1710                          |                                          | Buiksloterkerkpad 10                                         | 52° 24' 7" NB, 4° 54' 59" OL  | 6607   | Meer afbeeldingen |
| Houten molenaarshuis met klokgevel (uit- en ingezwenkt voorschot) uit 19e eeuw, ernaast molen d' Armiraal | Woonhuis                  | 1792                          |                                          | Noordhollandschkanaaldijk 22                                 | 52° 24' 10" NB, 4° 55' 25" OL | 6608   | Houten molenaarshuis met klokgevel (uit- en ingezwenkt voorschot) uit 19e eeuw, ernaast molen d' Armiraal |
| Krijt- en trasmolen D'Admiraal met riet gedekte achtkantige stellingmolen, staand op houten schuur, ernaast molenaarshuis | Industrie- en poldermolen | 1792                          | Symon Krol                               | Noordhollandschkanaaldijk 21                                 | 52° 24' 9" NB, 4° 55' 24" OL  | 6609   | Meer afbeeldingen |
| Houten huis met bakstenen halsgevel uit 1768 en houten puntgevel aan zijkant | Woonhuis                  | In de 17e of 18e eeuw         |                                          | Brede Kerkepad 1                                             | 52° 23' 29" NB, 4° 56' 25" OL | 6690   | Houten huis met bakstenen halsgevel uit 1768 en houten puntgevel aan zijkant |
| Houten huis met klokgevel (uit- en ingezwenkt voorschot) uit 19e eeuw en onderpui in Empirestijl, nu kosterij naast Nieuwendammerkerk | Kerkelijke dienstwoning   | In de 17e eeuw                |                                          | Brede Kerkepad 6                                             | 52° 23' 30" NB, 4° 56' 26" OL | 6692   | Meer afbeeldingen |
| Houten dwarshuis, indeling vensters in Empirestijl | Woonhuis                  | Waarschijnlijk in de 19e eeuw |                                          | Meerpad 1 en 3                                               | 52° 23' 31" NB, 4° 56' 3" OL  | 6693   | Houten dwarshuis, indeling vensters in Empirestijl |
| Houten huis met tuitgevel (puntvormig voorschot) | Woonhuis                  | Waarschijnlijk in de 19e eeuw |                                          | Meerpad 7                                                    | 52° 23' 32" NB, 4° 56' 3" OL  | 6694   | Houten huis met tuitgevel (puntvormig voorschot) |
| Meerpadkerkje, vermaning, doopsgezinde houten zaalkerk met boogramen, omlijste ingang en frontonvormige gevelbekroning | Kerk en kerkonderdeel     | 1843                          | Piet Kater                               | Meerpad 9                                                    | 52° 23' 32" NB, 4° 56' 3" OL  | 6695   | Meer afbeeldingen |
| Houten huis van L-vormige plattegrond met zeldzame latere stenen aanbouw | Woonhuis                  |                               |                                          | Nieuwendammer Molenpad 9                                     |                               | 6696   | Houten huis van L-vormige plattegrond met zeldzame latere stenen aanbouw |
| Tweebeukig houten huisje | Woonhuis                  |                               |                                          | Nieuwendammer Molenpad 13                                    |                               | 6697   | Meer afbeeldingen |
| Houten dijkhuis met tuitgevel | Woonhuis                  | Waarschijnlijk in de 19e eeuw |                                          | Nieuwendammerdijk 185                                        | 52° 23' 30" NB, 4° 55' 60" OL | 6698   | Houten dijkhuis met tuitgevel |
| Houten dijkhuis met klokgevel (uit- en ingezwenkt voorschot) | Woonhuis                  | Waarschijnlijk in de 19e eeuw |                                          | Nieuwendammerdijk 199                                        | 52° 23' 30" NB, 4° 56' 2" OL  | 6699   | Houten dijkhuis met klokgevel (uit- en ingezwenkt voorschot) |
| Houten dijkhuis met bakstenen onderpui uit 19e eeuw, houten puntgevel aan de achterzijde | Café - woonhuis           | Waarschijnlijk in de 18e eeuw |                                          | Nieuwendammerdijk 215                                        | 52° 23' 30" NB, 4° 56' 4" OL  | 6700   | Meer afbeeldingen |
| Houten dijkhuis met tuitgevel (puntvormig voorschot) | Winkel-woonhuis           | In de 19e eeuw                |                                          | Nieuwendammerdijk 217                                        | 52° 23' 30" NB, 4° 56' 5" OL  | 6701   | Houten dijkhuis met tuitgevel (puntvormig voorschot) |
| Houten dijkhuis met tuitgevel (puntvormig voorschot) uit 19e eeuw | Winkel-woonhuis           | In de 17e eeuw                |                                          | Nieuwendammerdijk 229                                        | 52° 23' 29" NB, 4° 56' 8" OL  | 6702   | Houten dijkhuis met tuitgevel (puntvormig voorschot) uit 19e eeuw |
| Houten dijkhuis met tuitgevel (puntvormig voorschot) | Woonhuis                  | Waarschijnlijk in de 19e eeuw |                                          | Nieuwendammerdijk 231                                        | 52° 23' 29" NB, 4° 56' 8" OL  | 6703   | Houten dijkhuis met tuitgevel (puntvormig voorschot) |
| Houten dijkhuis met tuitgevel (puntvormig voorschot). houten puntgevel aan de achterzijde | Woonhuis                  | In de eerste helft 19e eeuw   |                                          | Nieuwendammerdijk 233                                        | 52° 23' 29" NB, 4° 56' 8" OL  | 6704   | Meer afbeeldingen |
| Houten dijkhuis huis met klokgevel (uit- en ingezwenkt voorschot) uit 19e eeuw, houten puntgevel aan de achterzijde voorschot | Woonhuis                  | In de 18e eeuw                |                                          | Nieuwendammerdijk 237                                        | 52° 23' 29" NB, 4° 56' 9" OL  | 6705   | Meer afbeeldingen |
| Houten dijkhuis met halsgevel (ingezwenkt voorschot) uit 19e eeuw | Woonhuis                  | In de 17e eeuw                |                                          | Nieuwendammerdijk 281                                        | 52° 23' 29" NB, 4° 56' 14" OL | 6706   | Houten dijkhuis met halsgevel (ingezwenkt voorschot) uit 19e eeuw |
| Houten dijkhuis met klokgevel (uit- en ingezwenkt voorschot) uit 19e eeuw, onderpui in empire-stijl | Woonhuis                  | laat 18e eeuw                 |                                          | Nieuwendammerdijk 283-285                                    | 52° 23' 29" NB, 4° 56' 15" OL | 6707   | Meer afbeeldingen |
| Houten dijkhuis met halsgevel (ingezwenkt voorschot) | Woonhuis                  | Waarschijnlijk in de 18e eeuw |                                          | Nieuwendammerdijk 287                                        | 52° 23' 29" NB, 4° 56' 16" OL | 6708   | Meer afbeeldingen |
| Houten dijkhuis met halsgevel (ingezwenkt voorschot) uit 19e eeuw, voorste deel in 19e eeuw met een verdieping verhoogd, nu café 't Sluisje | Herberg                   | 1792                          |                                          | Nieuwendammerdijk 297                                        | 52° 23' 28" NB, 4° 56' 18" OL | 6709   | Meer afbeeldingen |
| Houten dijkhuis met puntgevel aan de achterzijde, bakstenen voorpui | Woonhuis                  | In de 17e of 18e eeuw         |                                          | Nieuwendammerdijk 303                                        | 52° 23' 28" NB, 4° 56' 19" OL | 6710   | Meer afbeeldingen |
| Houten dijkhuis met klokgevel (uit- en ingezwenkt voorschot) uit 19e eeuw, met puntgevel aan achterzijde | Woonhuis                  | Waarschijnlijk in de 18e eeuw |                                          | Nieuwendammerdijk 305                                        | 52° 23' 28" NB, 4° 56' 19" OL | 6711   | Meer afbeeldingen |
| Houten dijkhuis met klokgevel (uit- en ingezwenkt voorschot) uit 18e eeuw. Onderpui in empirestijl, puntgevel aan achterzijde | Woonhuis                  | In de 17e of 18e              |                                          | Nieuwendammerdijk 307                                        | 52° 23' 28" NB, 4° 56' 20" OL | 6712   | Meer afbeeldingen |
| Houten dijkhuis met klokgevel, puntgevel aan de achterzijde | Woonhuis                  | In de 17e of 18e eeuw         |                                          | Nieuwendammerdijk 311                                        | 52° 23' 28" NB, 4° 56' 20" OL | 6713   | Meer afbeeldingen |
| Gedeeltelijk houten en gedeeltelijk bakstenen dijkhuis met lijstgevel in empirestijl uit de 19e eeuw, overhoeks geplaatst gebogen ramen | Woonhuis                  | In de 17e of 18e eeuw         |                                          | Nieuwendammerdijk 315                                        | 52° 23' 28" NB, 4° 56' 21" OL | 6714   | Meer afbeeldingen |
| Houten dijkhuis met halsgevel (ingezwenkt voorschot) en onderpui met fries in empirestijl, overhoeks geplaatst gebogen raam | Werk-woonhuis             | In de 18e eeuw                |                                          | Nieuwendammerdijk 317                                        | 52° 23' 28" NB, 4° 56' 21" OL | 6715   | Meer afbeeldingen |
| Houten dijkhuis met tuitgevel uit de 19e eeuw, puntgevel aan de achterzijde | Werk-woonhuis             | In de 17e eeuw                |                                          | Nieuwendammerdijk 323                                        | 52° 23' 28" NB, 4° 56' 23" OL | 6716   | Meer afbeeldingen |
| Houten dijkhuis met halsgevel uit de 18e eeuw, aan de achterzijde aanbouw met pui in empirestijl | Woonhuis                  | In de 17e of 18e eeuw         |                                          | Nieuwendammerdijk 329                                        | 52° 23' 28" NB, 4° 56' 24" OL | 6717   | Meer afbeeldingen |
| Houten dijkhuis met tuitgevel uit de 20e eeuw, aan achterzijde tuitgevel | Woonhuis                  | In de 17e of 18e eeuw         |                                          | Nieuwendammerdijk 331 en 333                                 | 52° 23' 28" NB, 4° 56' 24" OL | 6718   | Meer afbeeldingen |
| Houten huis met klokgevel (uit- en ingezwenkt voorschot), onderpui met fries in empirestijl, aan achterzijde puntgevel | Werk-woonhuis             | In de 19e eeuw                |                                          | Nieuwendammerdijk 359                                        | 52° 23' 26" NB, 4° 56' 31" OL | 6719   | Meer afbeeldingen |
| Houten huis met klokgevel (uit- en ingezwenkt voorschot), onderpui in empirestijl | Woonhuis                  | In de 18e eeuw                |                                          | Nieuwendammerdijk 381                                        | 52° 23' 25" NB, 4° 56' 34" OL | 6720   | Meer afbeeldingen |
| Houten huis met halsgevel | Woonhuis                  | In de 17e of 18e eeuw         |                                          | Nieuwendammerdijk 383                                        | 52° 23' 25" NB, 4° 56' 34" OL | 6721   | Houten huis met halsgevel |
| Houten dijkhuis met tuitgevel | Woonhuis                  | In de 19e eeuw                |                                          | Nieuwendammerdijk 385                                        | 52° 23' 25" NB, 4° 56' 34" OL | 6722   | Meer afbeeldingen |
| Houten dijkhuis met tuitgevel uit 19e eeuw, voordeur uit 18e eeuw | Woonhuis                  | In de 17e of 18e eeuw         |                                          | Nieuwendammerdijk 387                                        | 52° 23' 24" NB, 4° 56' 35" OL | 6723   | Houten dijkhuis met tuitgevel uit 19e eeuw, voordeur uit 18e eeuw |
| Houten dijkhuis met halsgevel (ingezwenkt voorschot), aan achterzijde puntgevel | Woonhuis                  | In de 19e eeuw                |                                          | Nieuwendammerdijk 405                                        | 52° 23' 23" NB, 4° 56' 37" OL | 6724   | Meer afbeeldingen |
| Houten dijkhuis met klokgevel (uit- en ingezwenkt voorschot) uit de 19e eeuw, bakstenen onderpui in empire stijl | Gemeentehuis              | In de 17e of 18e eeuw         |                                          | Nieuwendammerdijk 421                                        | 52° 23' 22" NB, 4° 56' 39" OL | 6725   | Houten dijkhuis met klokgevel (uit- en ingezwenkt voorschot) uit de 19e eeuw, bakstenen onderpui in empire stijl |
| Houten dijkhuis met tuitgevel | Woonhuis                  | In de 19e eeuw                |                                          | Nieuwendammerdijk 431                                        | 52° 23' 21" NB, 4° 56' 40" OL | 6726   | Houten dijkhuis met tuitgevel |
| Houten dijkhuis, dwars geplaatst | Woonhuis                  | In de 19e eeuw                |                                          | Nieuwendammerdijk 453                                        | 52° 23' 19" NB, 4° 56' 43" OL | 6727   | Houten dijkhuis, dwars geplaatst |
| Houten dijkhuis met puntgevel, onderpui met fries in empirestijl, overhoeks geplaatst raam | Café                      | In de 18e eeuw                |                                          | Nieuwendammerdijk 232                                        | 52° 23' 29" NB, 4° 56' 11" OL | 6728   | Houten dijkhuis met puntgevel, onderpui met fries in empirestijl, overhoeks geplaatst raam |
| Houten huis met halsgevel (ingezwenkt voorschot) en bakstenen onderpui | Woonhuis                  | In de 19e eeuw                |                                          | Nieuwendammerdijk 236                                        | 52° 23' 29" NB, 4° 56' 11" OL | 6729   | Houten huis met halsgevel (ingezwenkt voorschot) en bakstenen onderpui |
| Huis met bijzondere schoorsteen (smuiger) | Woonhuis                  |                               |                                          | Zuideinde 335                                                | 52° 25' 25" NB, 4° 53' 23" OL | 6731   | Huis met bijzondere schoorsteen (smuiger) |
| Zeldenrust, houten stolpboerderij | Boerderij                 | Circa 1870                    |                                          | Wijkergouw 3                                                 | 52° 23' 1" NB, 4° 57' 53" OL  | 6767   | Meer afbeeldingen |
| Willem I-sluis | Waterkering en -doorlaat  | 1824                          |                                          | in het Noordhollandsch Kanaal                                |                               | 525522 | Meer afbeeldingen |
| NDSM Werfgebouw | Industrie                 | 1919-1920                     |                                          | tt. Neveritaweg 15                                           |                               | 528251 | NDSM Werfgebouw |
| NDSM Lasloods | Industrie                 | 1952                          |                                          | tt. Neveritaweg 1                                            |                               | 528252 | NDSM Lasloods |
| NDSM Timmerwerkplaats | Industrie                 | 1927                          |                                          | NDSM-plein 6 (voorheen tt. Neveritaweg/ms. van Riemsdijkweg) |                               | 528253 | NDSM Timmerwerkplaats |
| NDSM Smederij | Industrie                 | 1927                          |                                          | NDSM-plein 28 (voorheen ms. van Riemsdijkweg)                |                               | 528254 | NDSM Smederij |
| NDSM Hellingbanen met kraan | Industrie                 | 1920-1927                     |                                          | NDSM-plein 76, 84 (voorheen tt. Neveritaweg)                 |                               | 528255 | NDSM Hellingbanen met kraan |

## Landelijk Noord
Landelijk noort telt 115 rijksmonumenten; als volgt verdeeld:

### Durgerdam
De plaats Durgerdam telt 69 inschrijvingen in het rijksmonumentenregister. Zie Lijst van rijksmonumenten in Durgerdam voor een overzicht.

### Holysloot
De plaats Holysloot telt 1 inschrijving in het rijksmonumentenregister. Zie Lijst van rijksmonumenten in Holysloot voor een overzicht.

### Ransdorp
De plaats Ransdorp telt 35 inschrijvingen in het rijksmonumentenregister. Zie Lijst van rijksmonumenten in Ransdorp voor een overzicht.

### Zunderdorp
De plaats Zunderdorp telt 10 inschrijvingen in het rijksmonumentenregister. Zie Lijst van rijksmonumenten in Zunderdorp voor een overzicht.